# Acontia orientalis
Acontia orientalis är en fjärilsart som beskrevs av Brandt 1939. Acontia orientalis ingår i släktet Acontia och familjen nattflyn. Inga underarter finns listade i Catalogue of Life.